# Guido del Mestri
Guido del Mestri (ur. 13 stycznia 1911 w Banja Luce, zm. 2 sierpnia 1993 w Norymberdze) – włoski duchowny katolicki, kardynał, nuncjusz apostolski w Niemczech.

## Życiorys
Pochodził z arystokratycznej rodziny włoskiej mieszającej w Banja Luce (obecnie Bośnia i Hercegowina). Po ukończeniu prowadzonego przez jezuitów liceum w Wiedniu rozpoczął studia na Papieskim Uniwersytecie Gregoriańskim. Później studiował w Papieskiej Akademii Kościelnej, przygotowując się do pracy w służbie dyplomacji Stolicy Apostolskiej. 11 kwietnia 1936 roku przyjął święcenia kapłańskie. Od 1940 roku pracował kolejno w nuncjaturach w Belgradzie, Bejrucie i Bukareszcie. W 1950 roku rumuńskie władze komunistyczne wydaliły go z kraju (wraz z nuncjuszem apostolskim). Pełnił następnie funkcje dyplomatyczne w nuncjaturach w Damaszku, Dżakarcie i Bonn. 3 października 1959 roku został delegatem apostolskim we wschodniej i zachodniej Afryce. 28 października 1961 roku wyniesiony do godności arcybiskupa tytularnego Tuscamia. Sakrę biskupią przyjął 31 grudnia 1961 roku w katedrze w Nairobi. Brał udział w Soborze Watykańskim II. 9 września 1967 roku został delegatem apostolskim w Meksyku, a od 20 czerwca 1970 roku pełnił funkcję pronuncjusza apostolskiego w Kanadzie. Po 5 latach został nuncjuszem papieskim w Bonn. 28 czerwca 1991 Jan Paweł II wyniósł go do godności kardynalskiej.